# 10352 Kawamura
10352 Kawamura este un asteroid din centura principală de asteroizi.

## Descriere
10352 Kawamura este un asteroid din centura principală de asteroizi. A fost descoperit pe 26 octombrie 1992 la Kitami de Kin Endate și Kazuro Watanabe. Asteroidul prezintă o orbită caracterizată de o semiaxă mare de 2,58 ua, o excentricitate de 0,19 și o înclinație de 12,5° în raport cu ecliptica.